# اللجنة اليهودية الأمريكية
اللجنة اليهودية الأمريكية هي منظمة يهودية غير حكومية تُعد واحدة من أقدم منظمات الدعوة اليهودية حيث تأسست في 11 تشرين الثاني (نوفمبر) عام 1906 بالولايات المتحدة الأمريكية بهدف تحقيق الحريات المدنية لليهود، والعمل على مكافحة أشكال التمييز ضدهم في الولايات المتحدة الأمريكية، إلى جانب العمل لتحقيق المساواة الاجتماعية، والمشاركة في الفعاليات الأخرى التي تتعلق بالحقوق المدنية. تعتبر اللجنة اليهودية الأمريكية نفسها بمثابة المركز العالمي للدفاع عن اليهود وإسرائيل، كما وصفتها صحيفة نيويورك تايمز الأمريكية في عام 2009 باعتبارها عميد المنظمات اليهودية الأمريكية. تضامنت اللجنة اليهودية الأمريكية في أيار (مايو) من عام 1954 مع قضية براون ضد مجلس التعليم، وقدمت بيانًا موجزًا داعمًا لها.

## الفروع والأقسام
تمتلك اللجنة اليهودية الأمريكية 25 مكتبًا إقليميًا في الولايات المتحدة الأمريكية وحدها، و13 مكتبًا خارجيًا، و 35 شراكة دولية مع مؤسسات مجتمعية يهودية أخرى حول العالم. وينصب تركيز المنظمة على تعزيز الحقوق الدينية والمدنية لليهود وغيرهم.
وتشمل برامج وأقسام اللجنة اليهودية الأمريكية ما يلي:
- معهد افريقيا
- قسم ألكسندر يونج للقادات الشابة
- برنامج يونج الاحترافي للشباب
- معهد آرثر وروشيل بيلفر للشؤون اللاتينية وأمريكا اللاتينية.
- معهد آسيا والمحيط الهادئ
- قسم محاربة معاداة السامية في واشنطن العاصمة
- معهد هايلبرون للتفاهم الدولي بين الأديان في القدس
- مركز المعلومات والمحفوظات الرقمية
- قسم العلاقات بين الأديان والجماعات
- معهد جاكوب بلوستين للنهوض بحقوق الإنسان في نيويورك
- ائتلاف المساواة الدينية اليهودي في القدس
- معهد لورانس ولي رامير للعلاقات الألمانية اليهودية في برلين
- المجلس الاستشاري اليهودي المسلم
- مركز تبادل المشروعات
- قسم السياسة والشؤون السياسية في واشنطن العاصمة
- مركز شابيرو سيلفربيرغ وسط أوروبا في وارسو
- مركز سيدني ليرنر للتفاهم العربي اليهودي في أبو ظبي
- معهد عبر الأطلسي في بروكسل
- مركز وليام بيتشيك للحياة اليهودية المعاصرة
- كتاب السنة اليهودية الأمريكية
- مركز بلفر للتعددية الأمريكية والتعليق
- معهد دوروثي وجوليوس كوبلمان للعلاقات الأمريكية اليهودية الإسرائيلية
- قسم الشرق الأوسط والإرهاب الدولي
- معهد سكيربول للقيم الأمريكية والاعتراف بفضل الدول الاسكندنافية.

## الشخصيات البارزة

### رؤساء المنظمة
يوضح الجدول التالي أسماء أهم من شغلوا منصب رئيس اللجنة اليهودية الأمريكية منذ تأسيسها:
| الفترة الزمنية    | رئيس المنظمة       | ملاحظات              |
| ----------------- | ------------------ | -------------------- |
| (1906-1912)       | ماير سولزبيرجر     | أحد الأعضاء المؤسسين |
| (1912-1929)       | لويس ب. مارشال     | أحد الأعضاء المؤسسين |
| (1929–1940)       | كيروس أدلر         | أحد الأعضاء المؤسسين |
| 1941              | سول م. ستروك       |                      |
| (1941-1943)       | موريس فيرتهايم     |                      |
| (1943-1949)       | جوزيف م. بروسكاور  | أحد الأعضاء المؤسسين |
| (1949-1954)       | جاكوب بلوستين      |                      |
| (1954–1959)       | إيرفينغ إم إنجل    |                      |
| (1959-1961)       | هربرت ب. إيرمان    |                      |
| 1961              | فريدريك ف. جرينمان |                      |
| (1961-1962)       | لويس كابلان        |                      |
| (1962-1964)       | أ. م. سونابند      |                      |
| (1964-1968)       | موريس ب. أبرام     |                      |
| (1968-1969)       | آرثر ج. غولدبرغ    |                      |
| (1969-1973)       | فيليب إ. هوفمان    |                      |
| (1973-1977)       | إلمر وينتر         |                      |
| (1977-1980)       | ريتشارد ماس        |                      |
| (1980-1983)       | ماينارد آ. ويشنر   |                      |
| (1983-1986)       | هوارد فريدمان      |                      |
| (1986-1989)       | ثيودور إلينوف      |                      |
| (1986-1991)       | شولوم كوماي        |                      |
| (1991-1994)       | ألفريد ه. موشى     |                      |
| (1995-1998)       | روبرت س. ريفكيند   |                      |
| (1998-2001)       | بروس م. رامير      |                      |
| (2001-2004)       | هارولد تانر        |                      |
| (2004-2007)       | روبرت جودكيند      |                      |
| (2007-2010)       | ريتشارد سايدمان    |                      |
| (2010-2013)       | روبرت إلمان        |                      |
| (2013-2016)       | ستانلي م. بيرجمان  |                      |
| (2016-2019)       | جون شابيرو         |                      |
| (2019-2022)       | هارييت شلايفر      |                      |
| (2022- وحتى الآن) | مايكل إل تيكنور    |                      |

### الأعضاء البارزين
- ستيفن بايمي: المدير السابق لشؤون الطائفة اليهودية
- إليوت إ. كوهين: رئيس تحرير سابق.
- فيليس د. غاير: مدير معهد جاكوب بلوشتاين للنهوض بحقوق الإنسان التابع للجنة اليهودية الأمريكية
- لوري ن. جولدمان: عضو مجلس إدارة سابق
- جيري جودمان: المدير السابق لمركز الشؤون الأوروبية التابع للجنة اليهودية الأمريكية
- ديفيد هاريس: الرئيس التنفيذي للجنة اليهودية الأمريكية في الفترة ما بين عامي )1990-2022)
- مونيكا كراجيوسكا: الحائزة على جائزة للجنة اليهودية الأمريكية عن مجمل جهودها
- أفيتال ليبوفيتش: مدير فرع للجنة اليهودية الأمريكية في إسرائيل
- تيد دويتش: عضو سابق في مجلس النواب الأمريكي والرئيس التنفيذي الحالي للجنة اليهودية الأمريكية.
- صامويل د. لايدزدورف: عضو مجلس إدارة سابق وحائز على جائزة للجنة اليهودية الأمريكية هربرت ه. ليمان للعلاقات الإنسانية
- جون ت. باولكوفسكي: الحائز على جائزة للجنة اليهودية الأمريكية للخدمات المميزة في ولاية شيكاجو.
- نورمان بودوريتز: رئيس تحرير سابق.
- أ. جيمس رودين: المدير السابق لمركز لشؤون الأديان التابع للجنة اليهودية الأمريكية.
- جاكوب هـ. شيف: عضو مؤسس في اللجنة اليهودية الأمريكية
- مارك ه. تانينباوم: مدير مركز شؤون الأديان ومدير قسم الشؤون الدولية فيما بعد.
- ماكس هوركهايمر: عالم الاجتماع الألماني، ومؤسس قسم البحث العلمي التابع للجنة اليهودية الأمريكية ومدير اللجنة اليهودية الأمريكية في الفترة من عام 1942 وحتى عام 1949.